# Takumu Fujinuma
Takumu Fujinuma (藤沼 拓夢 Fujinuma Takumu?), född 14 juni 1997 i Saitama prefektur, är en japansk fotbollsspelare.
Fujinuma började sin karriär 2016 i Omiya Ardija. 2017 blev han utlånad till Tochigi SC. 2018 blev han utlånad till Grulla Morioka. 2019 blev han utlånad till Blaublitz Akita. Han gick tillbaka till Omiya Ardija 2020.